# Among Us
Pour les articles homonymes, voir Among Us (homonymie).
Among Us (litt. « Parmi nous » en anglais) est un jeu vidéo d'ambiance multijoueur en ligne développé et édité par le studio Innersloth. Il est sorti en 2018 sur Android, iOS, Chrome OS puis Windows, en 2020 sur Nintendo Switch et en 2021 sur PlayStation 4, PlayStation 5, Xbox One, Xbox Series et Steam-Deck.
Le jeu se déroule dans un univers de science-fiction. Chaque joueur incarne un des membres de l'équipage d'un vaisseau spatial, chacun pouvant être soit un coéquipier, soit un imposteur. Les coéquipiers comme les imposteurs peuvent avoir un rôle spécifique leur conférant des capacités supplémentaires, telles que la possibilité d'emprunter les ventilations pour un coéquipier s'il possède le rôle d'ingénieur, ou de prendre l'apparence d'un coéquipier pour un imposteur possédant le rôle de métamorphe. L'objectif pour les membres de l'équipage est d'identifier les imposteurs et de les éliminer tout en accomplissant des tâches disséminées sur la carte, tandis que l'objectif des imposteurs est de tuer tous les coéquipiers sans être identifiés.
Publié initialement en 2018, le jeu connaît un très grand afflux de popularité en 2020 grâce à de nombreux streamers célèbres sur Twitch et YouTube. Une suite, Among Us 2, voit sa sortie annoncée pour le mois de septembre 2020 avant d'être rapidement annulée, les développeurs souhaitant poursuivre le développement du premier jeu. Une version VR du jeu, Among Us VR, développée par Schell Games, est publiée sur Meta Quest 2 et SteamVR en 2022, et une version PlayStation VR est en développement[Quand ?].
Fin juin 2023, une série d’animation est annoncée en cours de production.

## Système de jeu

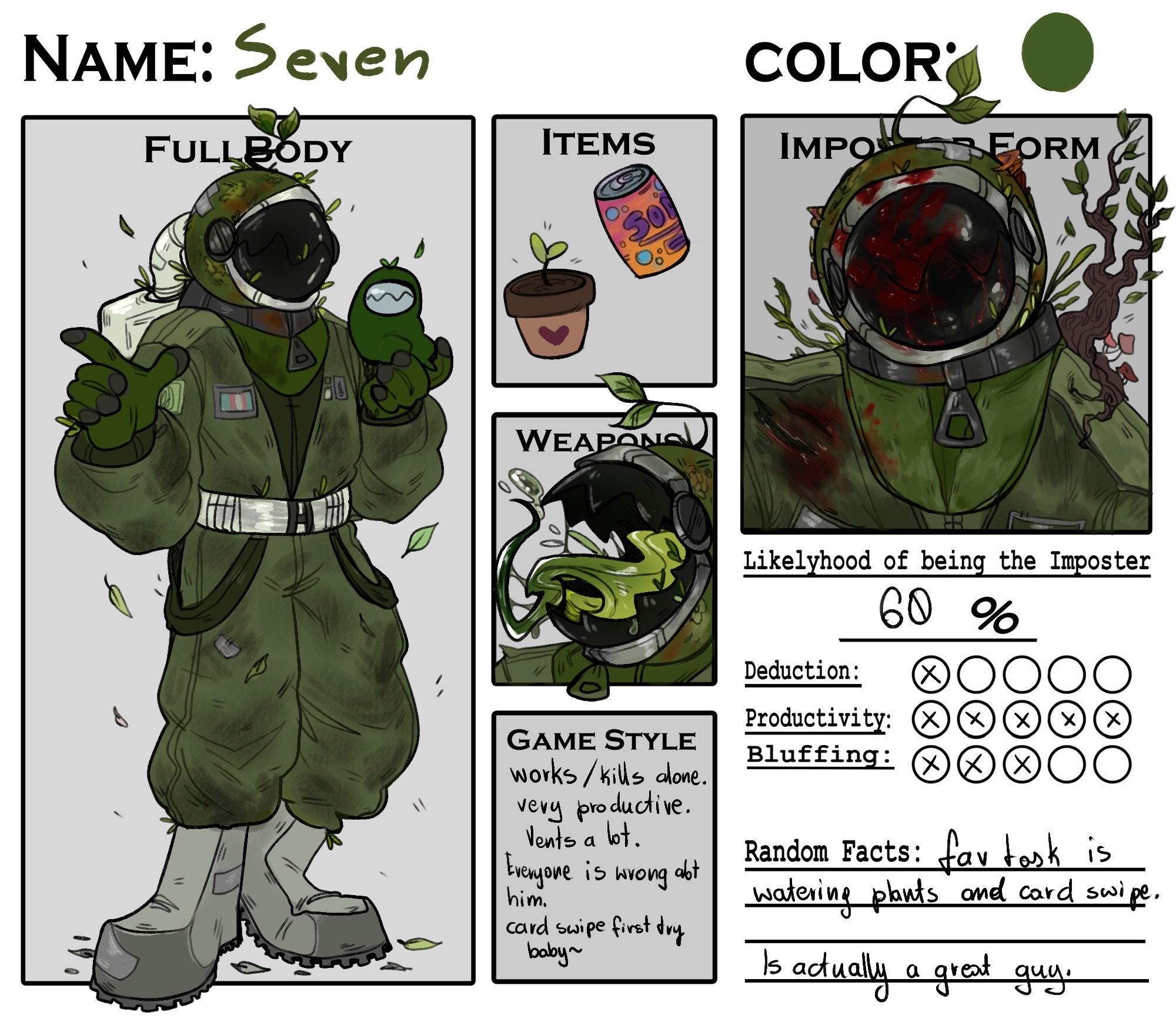
Un fan art sous la forme d'une feuille de personnage soulignant des mécaniques du jeu des imposteurs comme la possibilité de tuer les équipiers ou de passer par les ventilations.

Among Us est un jeu multijoueur pouvant rassembler de quatre à quinze joueurs. Un à trois de ces joueurs sont choisis au hasard à chaque début de partie pour incarner le rôle d'imposteur, tandis que les autres sont des coéquipiers, des vrais membres de l'équipage. Le jeu peut se dérouler sur un niveau parmi cinq : un vaisseau spatial (Skeld), un bâtiment volant (Mira HQ), une base planétaire (Polus), ainsi qu'un avion (Airship) sorti en mars 2021 (une référence à Henry Stickmin Collection, un autre jeu d'Innersloth) et une jungle de champignons (Fungle) . Les équipiers se voient confier des tâches à effectuer autour de la carte, consistant en des travaux d'entretien sur des systèmes vitaux, tels qu'un recâblage électrique ou un ravitaillement des moteurs, chaque quête prenant la forme d'un mini-jeu. Les imposteurs reçoivent une fausse liste de tâches et ont la capacité de saboter les systèmes de la carte, de se déplacer grâce à la ventilation, d'identifier tout autre imposteur et d'assassiner des membres d'équipage. Si un joueur meurt assassiné par un imposteur ou par éjection de la carte, il devient un fantôme ; les fantômes peuvent traverser les murs, sont invisibles pour tout le monde sauf les autres fantômes,. Les coéquipiers fantômes peuvent toujours continuer à effectuer leurs tâches. Lorsqu'un imposteur est découvert par les membres de l'équipage, celui-ci est éjecté et devient ensuite un fantôme. Il ne peut alors plus assassiner les coéquipiers, ni utiliser les ventilations pour se déplacer, mais il peut continuer à saboter les systèmes de la carte.
L'objectif des équipiers est d'accomplir toutes les tâches avant d'être assassinés, un objectif secondaire étant de trouver et d'éliminer les imposteurs. Le but des imposteurs est de tuer de la manière la moins suspecte possible tous les membres d'équipage et d'en assassiner suffisamment pour que le nombre d'imposteurs soit égal au nombre de membres d'équipage, soit en les tuant directement, soit en convainquant les autres équipiers d'éjecter leurs congénères pendant les temps de vote. Le but des fantômes est d'aider leurs coéquipiers vivants en effectuant leurs tâches. Les imposteurs peuvent également effectuer des sabotages, provoquant soit une conséquence immédiate (telle que l'extinction de toutes les lumières), soit un compte à rebours au cours duquel le sabotage doit être réparé, sans quoi tous les membres de l'équipage meurent et les imposteurs s'en sortent vainqueurs. Les sabotages peuvent être résolus par les membres d'équipage de différentes manières selon le sabotage effectué,, leur résolution s'effectuant similairement à une tâche.
Si un joueur trouve un cadavre, il peut le signaler, ce qui mène à une réunion de groupe où les joueurs discutent de qui, selon eux, est un imposteur, sur la base des preuves entourant le meurtre. Si un vote à la majorité relative est atteint, la personne choisie est éjectée de la carte, meurt, et (selon les paramètres de la partie) il est révélé ou non s'il s'agissait d'un équipier ou d'un imposteur,. Les joueurs peuvent également causer une « réunion d'urgence » en appuyant sur un bouton de la carte à tout moment, le nombre de réunions d'urgence convoquées par une seule personne au cours de la partie étant limité. Le jeu peut être joué avec un chat vocal (par des moyens extérieurs) ou un chat textuel, dans lequel les joueurs ne peuvent communiquer que pendant les réunions, et seulement s'ils sont vivants, bien que les fantômes puissent communiquer entre eux par des messages non visibles pour l'équipage encore vivant. Diverses options de personnalisation des aspects du jeu comme la portée de vision et le nombre maximal de réunions d'urgence que peut causer un joueur sont disponibles avant chaque partie.

## Développement
Among Us est inspiré par le jeu de société Mafia, et était initialement destiné à être un jeu multijoueur local uniquement sur mobile, avec une seule carte. En juin 2018, le jeu sort sur Android, iOS et Chrome OS, puis en novembre sur PC. Il est ensuite porté sur Nintendo Switch en décembre 2020, et sur Playstation 4, PlayStation 5, Xbox One et Xbox Series en décembre 2021.
Peu de temps après sa sortie, Among Us possède un nombre moyen de joueurs de 30 à 50 joueurs simultanément. Le développeur, Forest Willard, estime qu'il s'agit d'un échec à la sortie. Le designer Marcus Bromander explique cela par les mauvaises compétences de l'équipe en marketing. Après avoir reçu les commentaires des joueurs, l'équipe décide d'ajouter le multijoueur en ligne, et plus tard cette année-là, une version Steam est rendue disponible. La prise en charge du jeu multiplateforme est disponible dès la sortie.
Selon Willard, l'équipe est restée fidèle au jeu « beaucoup plus longtemps que ce que nous aurions probablement dû d'un point de vue purement commercial »[réf. souhaitée], publiant des mises à jour du jeu presque hebdomadairement. Cela conduisit progressivement à une augmentation constante du nombre de joueurs par effet boule de neige et à son accession à la popularité.
Bromander déclare que la capacité du studio à continuer de développer le jeu est due au fait que ses membres avaient suffisamment d'économies, ce qui leur permettait de continuer à travailler sur le jeu même s'il ne se vendait pas particulièrement bien.
Lors des Game Awards 2020, Innersloth dévoile une nouvelle carte nommée The Airship, de nouveaux éléments de personnalisation ainsi que des nouvelles fonctionnalités comme la possibilité de choisir son lieu de départ après une réunion ou d'utiliser des raccourcis et des échelles. La mise à jour ajoute également de nouvelles tâches et animations de mort. Elle sort le 31 mars 2021.
En décembre 2020, le jeu sort sur Nintendo Switch quelques heures après son annonce lors d'un Indie World consacré aux jeux indépendants. C'est la première fois qu'il est porté sur console. La compatibilité crossplatform est également confirmée.
La montée en flèche de la popularité du jeu, due à sa mise en avant par des créateurs de contenu en ligne, commence en Corée du Sud et au Brésil avant d'atteindre le monde anglophone. Bromander, le designer, déclare qu'au Mexique, au Brésil et en Corée du Sud, le jeu est encore plus populaire qu'aux États-Unis,.
Le streamer Twitch Sodapoppin est considéré comme celui ayant rendu le jeu populaire sur Twitch en juillet 2020. À sa suite, de nombreux autres streamers et youtubeurs commencent à jouer à Among Us et le nombre de joueurs du jeu augmente rapidement jusqu'à culminer à 1,5 million de joueurs simultanément,. Cela s'avère difficile à tenir pour les serveurs du jeu, incitant Innersloth à se concentrer sur une suite plutôt que d'étendre le jeu originel,,,, bien que Willard et Liu aient travaillé sur l'augmentation du nombre de joueurs supportés simultanément en ajoutant quatre serveurs, trois régions et des codes de jeu plus longs pour permettre la prise en charge de plus de parties simultanées. Le jeu est également très suivi sur Twitch, rassemblant parfois plusieurs centaines de milliers de spectateurs,. C'est officiellement en septembre 2020 que le jeu est mondialement connu grâce à Fall Guys et à de très nombreuses vidéos sur YouTube et Twitch[réf. nécessaire]. Plus d'un milliard de personnes jouent alors à Among Us, principalement des adolescents et des jeunes adultes[réf. nécessaire].
En octobre 2020, le jeu est au centre d'une session de streaming sur Twitch organisée par Alexandria Ocasio-Cortez, au moment de la campagne pour les élections présidentielles américaines de 2020. Cette session comprend la participation de streamers populaires tels que Pokimane, HasanAbi et Disguised Toast, et a pour but d'encourager les gens à aller voter,,,.

## Accueil
Craig Pearson de Rock, Paper, Shotgun trouve que jouer en tant qu'imposteur est « beaucoup plus amusant » que de jouer en tant que coéquipier, rôle qu'il considère comme « épuisant ». En référence à la popularité du jeu parmi les streamers, Evelyn Lau de The National déclare que « regarder les réactions des gens qui essaient de deviner qui est l'imposteur (et se trompent parfois) ou mentir sur le fait de ne pas être l'imposteur est tout à fait amusant ». Alice O'Conner de Rock, Paper, Shotgun compare le jeu à Mafia ou aux Loups-Garous de Thiercellieux, mais avec des mini-jeux. Il a également été comparé au Cluedo.
Among Us est souvent comparé à Fall Guys dans la mesure où les deux sont des jeux en ligne qui sont devenus populaires pendant la pandémie de Covid-19,,,, ainsi qu’à l’apparence des protagonistes. De plus, des comparaisons ont également été faites avec le film The Thing,,.

## Récompenses
| Dates            | Cérémonie            | Catégorie                | Résultat   | Ref.   |
| ---------------- | -------------------- | ------------------------ | ---------- | ------ |
| 24 novembre 2020 | Golden Joystick 2020 | Breakthrough Award       | Lauréat    | [ 36 ] |
| 10 décembre 2020 | The Game Awards 2020 | Meilleur jeu mobile      | Lauréat    | [ 37 ] |
| 10 décembre 2020 | The Game Awards 2020 | Meilleur jeu multijoueur | Lauréat    | [ 37 ] |
| 3 janvier 2021   | Steam Awards 2020    | Amour indéfectible       | Nomination | [ 38 ] |